# マルセル・モイーズ
マルセル・モイーズ（マルセル・モワーズ、Marcel Moyse, 1889年5月17日 - 1984年11月1日）は、フランスのフルート奏者。

## 経歴
1889年、フランス・ジュラ県のサンタムールに生まれる。1900年からパリ・オペラ座管弦楽団の首席奏者アドルフ・アンヌバンに師事し、14歳でパリ音楽院へ入学してポール・タファネルのクラスで学んだ。3年後に首席でフルート科の勉強を終え、デビュー・リサイタルを開いたが、その後もタファネルとフィリップ・ゴベールに師事した。1932年から1940年までパリ国立音楽院の教授。その後1946年から1948年までジュネーヴのコンセルヴァトワールの教授を務めた。
1960年代には、スイス、アメリカ、イギリス、日本でも教育をおこなった。晩年には指揮も行っている。1984年、アメリカで死去した。

## 演奏者として
20世紀最大のフルート奏者の一人とも称される。清澄かつ柔軟、よく透る音色が特徴で、フルート奏法のフランス的様式の体現者と目され、世界中に多くの影響を与えた。彼に捧げられた曲は多く、ジャック・イベールのフルート協奏曲（1934年）などがある。パリ音楽院卒業後、パドルー管弦楽団・パリ音楽院管弦楽団の首席奏者をつとめ、1913年からオペラ＝コミック座、1922年からストララム管弦楽団の首席奏者を歴任した。

## 現代フルート奏法の確立者
現代フルート奏法の確立者として神格化された存在であり、現代のフルート界に計り知れぬ影響を与えた。また指導者としても有名で、教え子にはウィリアム・ベネット、トレヴァー・ワイ、オーレル・ニコレらがいる。日本への影響も大きく、彼の研究者として吉田雅夫、高橋利夫らがいる。作曲は行わなかったが、練習用教本を数多く書き、それらは今なお多くの人々に愛用されている。管楽器の最大の弱点を克服するための『ソノリテ』は、フルートを学習する者にとって避けて通ることは出来ないほどの存在となっており、モイーズの考えに従えば全ての音の響きを均一に統制することが可能になる。これは、モイーズの録音を聴けば直ぐに理解できる。

## エピソード
- 息子のルイ・モイーズ（2007年没）もフルート奏者で、作曲家。ピアノ伴奏者として父と共演した録音もある。
- グルックの歌劇「オルフェオとエウリディーチェ」の一曲である「精霊の踊り」は当時、この名曲を名歌手に匹敵する表現力で演奏できるフルーティストは「モイーズしかいない」と言われ、モイーズはこの曲を演奏するためだけに劇場に招かれたと言われている。